# Chinees Paviljoen bij Drottningholm
Het Chinees Paviljoen bij Drottningholm (Zweeds: Kina Slott) is een paviljoen in het Koninklijk domein Drottningholm. Het paviljoen is in Chinese stijl gebouwd en geldt als een van de belangrijkste voorbeelden van de achttiende-eeuwse chinoiserie. Het paviljoen werd in 1753 door koning Adolf Frederik van Zweden geschonken aan zijn echtgenote koningin Louise Ulrike, bij gelegenheid van haar drieëndertigste verjaardag. 
Het eerste paviljoen was van hout en werd al tussen 1763 en 1769 vervangen door een gebouw van steen, naar een ontwerp van de Zweedse architect Carl Fredrik Adelcrantz. Het paviljoen is gebouwd in Franse rococostijl en bevat naast Chinese ook andere Aziatische elementen die in die tijd zeer in de mode waren. 
Het paviljoen werd verschillende keren grondig gerestaureerd. Een laatste grondige restauratie vond plaats in 1990. Het maakt sinds 1991 met de rest van het koninklijk domein, deel uit van de Werelderfgoedlijst van de UNESCO. 
- Virtual International Authority File: 265211890